# Alenia (insecto)
Alenia es un género de mariposa ditrysias perteneciente a la familia Hesperiidae. Son de distribución afrotropical.

## Especies
- Alenia namaqua Vári, 1974
- Alenia sandaster (Trimen, 1868)